# Уильямс, Кристофер (спринтер)

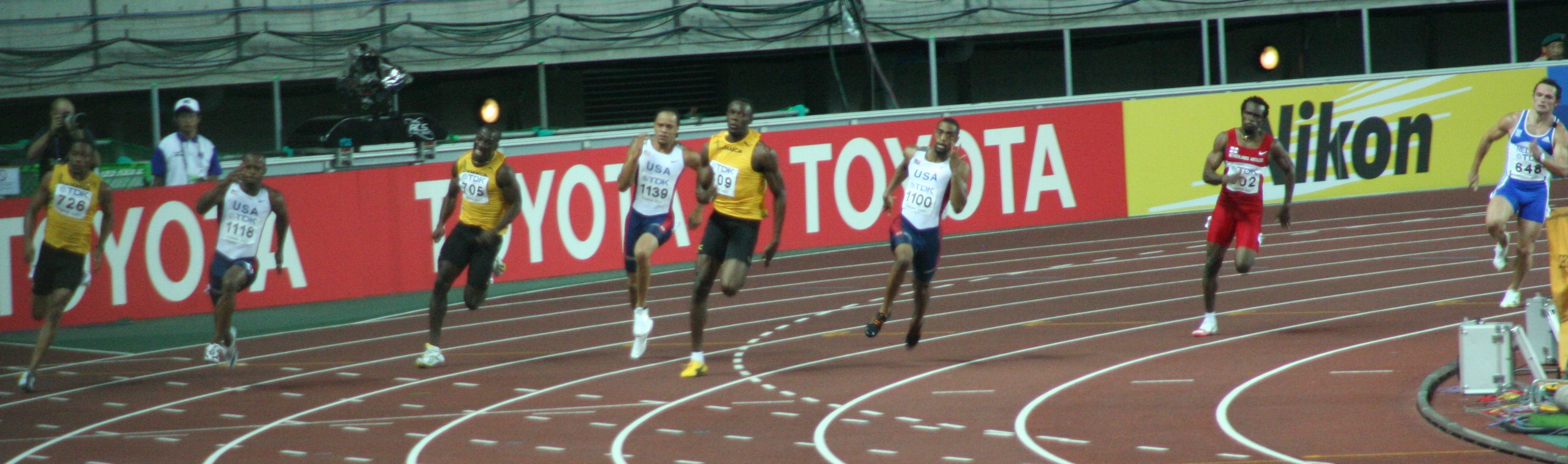
Чемпионат мира по лёгкой атлетике, Осака 2007 г.
Финальный забег, 200 м, мужчины. Кристофер Уильямс крайний слева.

Кристофер Уильямс (англ. Christopher Williams; род. 15 марта 1972, Мандевилл, Ямайка) — ямайский легкоатлет, олимпийский медалист. Уильямс четырежды участвовал в Олимпийских играх — в 2000, 2004, 2008  и 2012 годах, во всех выходил в полуфинал на дистанции 200 метров[3]. Стал бронзовым призёром эстафеты 4х400 метров на Олимпийских играх 2000 года в Сиднее[4]. На чемпионате мира 2007 года финишировал седьмым в финале на дистанции 200 метров.

## Биография
Уильямс наиболее известен тем, что завоевал серебряную медаль на дистанции 200 метров на чемпионате мира 2001 года.
В 2001 году Уильямс был назван ямайским спортсменом года.
Уильямс четырежды участвовал в Олимпийских играх — в 2000, 2004, 2008  и 2012 годах, во всех выходил в полуфинал на дистанции 200 метров. Стал бронзовым призёром эстафеты 4х400 метров на Олимпийских играх 2000 года в Сиднее. На чемпионате мира 2007 года финишировал седьмым в финале на дистанции 200 метров.
Уильямс представлял Ямайку на летних Олимпийских играх 2008 года в Пекине. Он соревновался на дистанции 200 метров и занял третье место в первом забеге после Брайана Дзингая и Кристиана Малкольма, финишировав за 20,53 секунды. Во втором забеге улучшил своё время до 20,28 секунды, снова заняв третье место, на этот раз после Дзингая и Уолтера Дикса. Полуфинальный забег пробежал за 20,45 секунды и занял лишь шестое место.